# Chet Baker & Strings
| Recensione | Giudizio |
| ---------- | -------- |
| Allmusic   |          |

Chet Baker & Strings è un album del trombettista jazz statunitense Chet Baker, pubblicato dalla casa discografica Columbia Records nell'aprile del 1954.

## Tracce

### LP
Lato A (XLP 31289-1E)
1. You Don't Know What Love Is – 3:27 (testo: Don Raye – musica: Gene De Paul) – [2]
2. I'm Thru with Love – 2:35 (testo: Gus Kahn – musica: Matty Malneck, Fud Livingston) – [2]
3. Love Walked In – 2:55 (testo: Ira Gershwin – musica: George Gershwin) – [3]
4. You Better Go Now (from "New Faces") – 3:03 (testo: Bix Reichner – musica: Irvin Graham) – [3]
5. I Married an Angel (from "I Married an Angel") – 3:33 (testo: Lorenz Hart – musica: Richard Rodgers) – [3]
6. Love – 2:35 (Hugh Martin, Ralph Blane) – [4]

Lato B (XLP 31290-1E)
1. I Love You (from "Mexican Hayride") – 2:44 (Cole Porter) – [4]
2. What a Difference a Day Made – 2:37 (testo: Stanley Adams – musica: Maria Grever) – [4]
3. Why Shouldn't I (from "Jubilee") – 3:31 (Cole Porter) – [2]
4. A Little Duet (for Zoot & Chet) – 2:32 (musica: Jack Montrose) – [3]
5. The Wind – 3:57 (musica: Russ Freeman) – [4]
6. Trickleydidlier – 2:35 (musica: Shorty Rogers) – [2]

### CD
Edizione CD del 1991, pubblicato dalla Columbia/Legacy Records (CK 46174)
1. You Don't Know What Love Is – 3:27 (testo: Don Raye – musica: Gene De Paul)
2. I'm Thru with Love – 2:35 (testo: Gus Kahn – musica: Matty Malneck, Fud Livingston)
3. Love Walked In – 2:55 (testo: Ira Gershwin – musica: George Gershwin)
4. You'd Better Go Now – 3:03 (testo: Bix Reichner – musica: Irvin Graham)
5. I Married an Angel – 3:33 (testo: Lorenz Hart – musica: Richard Rodgers)
6. Love – 2:35 (Hugh Martin, Ralph Blane)
7. I Love You – 2:44 (Cole Porter)
8. What a Difference a Day Made – 2:37 (testo: Stanley Adams – musica: Maria Grever)
9. Why Shouldn't I? – 3:31 (Cole Porter)
10. A Little Duet (for Zoot & Chet) – 2:32 (musica: Jack Montrose)
11. The Wind – 3:57 (musica: Russ Freeman)
12. Trickleydidlier – 2:35 (musica: Shorty Rogers)
13. You Don't Know What Love Is #2 – 3:29 (testo: Don Raye – musica: Gene De Paul) – [2]
14. You'd Better Go Now #2 – 3:05 (testo: Bix Reichner – musica: Irvin Graham) – [3]
15. A Little Duet (for Zoot & Chet) – 3:32 (musica: Jack Montrose) – [3]

## Musicisti
You Don't Know What Love Is / I'm Thru with Love / Why Shouldn't I / Trickleydidlier
- Chet Baker – tromba
- Zoot Sims – sassofono tenore
- Russ Freeman – pianoforte
- Joe Mondragon – contrabbasso
- Shelly Manne – batteria
- Sam Cytron – violino
- Jack Gasselin – violino
- George Kast – violino
- Eudice Shapiro – violino
- Paul Shure – violino
- Felix Slatkin – violino
- Lou Kievman – viola
- Paul Robyn – viola
- Victor Gottlieb – violoncello
- Johnny Mandel – arrangiamenti (brano: You Don't Know What Love Is)
- Shorty Rogers – arrangiamenti (brani: I'm Thru with Love / Why Shouldn't I / Trickleydidlier)

Love Walked In / You Better Go Now / I Married an Angel / A Little Duet
- Chet Baker – tromba
- Zoot Sims – sassofono tenore (eccetto brano: You Better Go Now)
- Russ Freeman – pianoforte
- Joe Mondragon – contrabbasso
- Shelly Manne – batteria
- Sam Cytron – violino
- Jack Gasselin – violino
- George Kast – violino
- Eudice Shapiro – violino
- Paul Shure – violino
- Felix Slatkin – violino
- Lou Kievman – viola
- Paul Robyn – viola
- Victor Gottlieb – violoncello
- Marty Paich – arrangiamenti (brani: Love Walked In e I Married an Angel)
- Jack Montrose – arrangiamenti (brani: You Better Go Now e A Little Duet)

Love / I Love You / What a Difference a Day Made / The Wind
- Chet Baker – tromba
- Bud Shank – sassofono alto, flauto
- Russ Freeman – pianoforte
- Joe Mondragon – contrabbasso
- Shelly Manne – batteria
- Sam Cytron – violino
- Jack Gasselin – violino
- George Kast – violino
- Eudice Shapiro – violino
- Paul Shure – violino
- Felix Slatkin – violino
- Lou Kievman – viola
- Paul Robyn – viola
- Victor Gottlieb – violoncello
- Johnny Mandel – arrangiamenti (brani: Love / I Love You / The Wind)
- Shorty Rogers – arrangiamenti (brano: What a Difference a Day Made)

Note aggiuntive
- Richard Bock – produttore
- William James Claxton – foto copertina album originale